# Sancho Rota
Sancho de Rota (Cascante, S.XV-1452) Bandolero navarro del S.XV, que campó por las desertas Bardenas Reales.

## Biografía
Antes de dedicarse al crimen había sido molinero; cierto día habría tenido una disputa/reyerta con un vecino o con un cobrador de impuestos según otras versiones, a quien habría matado, huyendo del pueblo, y uniéndose a una banda de salteadores que deambulaban por las Bardenas. 

Escapando y escondiéndose de las tropas reales que buscaban restablecer el orden en la región, encontró numerosos escondites en estas tierras desiertas. Así, una cavidad en la colina de El Rallón aún lleva su nombre, en la Bardena Blanca, cerca del macizo de La Piskerra.

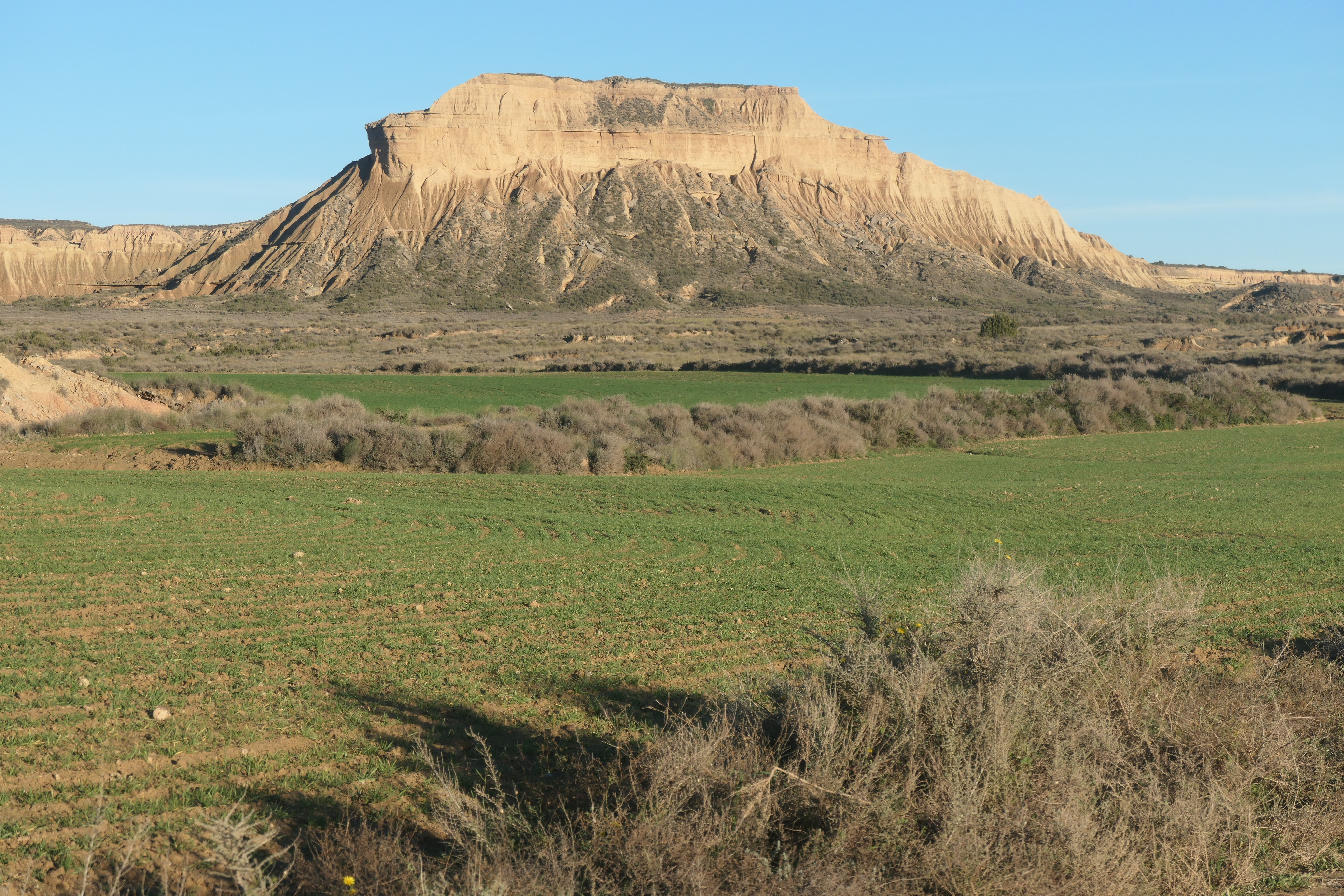
Cabezo de Sanchirrota.

Las leyendas lo describen asesinando a los vecinos que lo habían ayudado a construir su refugio para que no lo traicionaran, y otras herrando su caballo hacia atrás para engañar a la fuerza pública. 
Finalmente, acorralado por un ejército de unos 200 soldados a caballo, enviado contra él por Juan II de Aragón en 1452, se suicidó de una puñalada, en lugar de rendirse. Sus restos mortales fueron paseados a modo de trofeo por las localidades vecinas de las Bardenas como Arguedas y Valtierra antes de ser expuestos en una horca en el centro del casco antiguo de Tudela.
Según el jesuita José de Moret, primer cronista oficial de Navarra señaló que “en tiempo de Sancho el Fuerte, terminadas las guerras contra Castilla y Aragón, muchos soldados, hechos a la licencia de las presas y robos, se hicieron salteadores e infestaban la Bardena, por ser tierra quebrada y cubierta de boscaje”.
El paremiólogo José María Iribarren añadió: "tantos debían de ser los bandoleros de esta comarca y tan audaces, que en 1204 se instituyó, para perseguirlos, una hermandad entre los pueblos comarcanos de Aragón y Navarra”, la Hermandad de La Estaca, lugar donde se reunían.